# The Metasploit Project
The Metasploit Project je projekt zaměřený na počítačovou bezpečnost, který poskytuje informace o bezpečnostních slabinách a pomáhá při penetračním testování, stejně tak jako při vývoji systémů pro odhalení průniku.
Jeho nejznámějším podprojektem je Metasploit Framework, což je open source nástroj pro vývoj a použití exploitů. Dalším významným projektem je např. Opcode Database – archiv shellkódů a k nim se vztahující výzkum. Ten byl nejaktivnější v letech 2003–2007, dnes (leden 2014) již není považován za relevantní.
The Metasploit Project je také dobře známý pro své tzv. antiforenzní nástroje sloužící ke ztížení analýzy kódu a nalezení jeho autora. Některé z nich jsou implementovány v Metasploit Frameworku.

## Historie
Metasploit byl vytvořen v Perlu v roce 2003 programátorem a analytikem H. D. Moorem jako přenositelný síťový nástroj. V roce 2007 byl kompletně přepsán pomocí programovacího jazyka Ruby. Dalším důležitým milníkem je 21. říjen roku 2009, kdy The Metasploit Project oznámil akvizici se společností Rapid7. Tato společnost, zabývající se počítačovou bezpečností, nabízí kompletní bezpečnostní řešení a poskytuje mnoho různých aplikací.
Existuje několik projektů porovnatelných s Metasploitem – Immunity's Canvas, Core Impact (od Core Security Technologies) a některé další. Stejně jako Metasploit mohou být nástrojem pro testování zranitelnosti počítačového systému či vzdálených síťových útoků. To dává prostor pro dva směry používání – první je legitimní, sloužící ke zvýšení bezpečnosti vlastních systémů, druhý pak pro rozličné praktiky za hranou zákona.
Po spojení se společností Rapid7 byly vydány také dvě verze Metasploit Frameworku – Metasploit Express a Metasploit Pro (obě placené), zároveň jsou však k dispozici dvě neplacené verze (Community a Framework). V současném stavu není Metasploit Framework pouhým nástrojem pro použití stávajících exploitů, ale kompletním systémem pro jejich tvorbu, včetně následné aplikace. Obsahuje mnoho modulů třetích stran. Metasploit 3.0 poprvé zahrnul nástroje pro tzv. fuzzing, pomocí kterého lze efektivně nalézt chyby v software. Další viditelný posun směrem k vývojářskému nástroji udělal Metasploit v roce 2006, kdy do něj byla integrována sada nástrojů lorcon. Metasploit 4.0 byl uvolněn v srpnu roku 2011. Současnou verzí (leden 2014) je verze 4.8.

## Metasploit Framework
Základní kroky pro exploitaci systému s využitím Metasploit Frameworku zahrnují:
1. Výběr a konfigurace exploitu (kódu, který vstupuje do cílového systému díky využití nějaké zranitelnosti). V Metasploit Frameworku je obsaženo více než 900 exploitů pro nejznámější operační systémy (včetně Windows, Unix/Linux a Mac OS X).
2. Kontrola, jestli je zamýšlený cíl na vybraný exploit zranitelný.
3. Výběr a konfigurace tzv. payloadu (konkrétního kódu, který je vykonán na cílovém stroji, resp. síti).
4. Volba šifrovací techniky ke ztížení odhalení payloadu (tedy obcházení tzv. IPS (Intrusion-prevention System).
5. Vykonání exploitu.

Tento modulární přístup umožňuje kombinovat různé exploity s rozličnými payloady, a to je jedna z hlavních výhod frameworku. Také usnadňuje práci „útočníkům“, programátorům exploitů i payloadů.
Metasploit běží na Unix architektuře (zahrnující např. Linux a Mac OS X), stejně tak jako na platformě Windows. Obsahuje 2 rozhraní příkazové řádky, webové rozhraní a také GUI. Do Metasploit Frameworku je možné dodat řadu doplňků v různých jazycích.
Pro výběr exploitu i payloadu je nutné znát některé informace o cílovém operačním systému, použitých síťových službách atp. Tyto informace mohou být získány skenováním portů a OS fingerprintingem pomocí nástrojů, jakým je např. Nmap. Dále mohou pomoci nástroje jako Nexpose či Nessus, které mohou pomoci nalézt zranitelnosti v systému. Metasploit umí následně taková data importovat a porovnat je se svojí databází exploitů, čímž se značně zefektivní exploitace.